# 三條西堯水
三條西 堯水（さんじょうにし ぎょうすい、1962年3月31日 - ）は、日本の香道家。御家流香道二十三世宗家。本名、三條西公彦（さんじょうにし きんよし）。龍谷大学客員教授、学習院大学非常勤講師。

## 人物・経歴
1962年生まれ。父は御家流（おいえりゅう）二十二世宗家、三條西堯雲。少年時代から父と祖父（二十一世宗家）三條西堯山より香道の手ほどきを受ける。
1985年、立教大学法学部卒業。大学卒業後、IT企業勤務を経て、1997年、父の逝去により二十三世を継承する。
龍谷大学客員教授、学習院大学での講師などを務めるとともに、弟子たちへの指導を行い、日本古来からの伝統文化、芸道である香道の普及活動を行っている。2008年には、NHK大河ドラマ『篤姫』にて香道を指導した。